# بانگ‌مرغ فان دام
بانگ‌مرغ فان دام (نام علمی: Xenopirostris damii) نام یک گونه از سرده شگرف‌ها است.